# Plouaret
Plouaret é uma comuna francesa na região administrativa da Bretanha, no departamento Côtes-d'Armor. Estende-se por uma área de 29,99 km². Em 2010 a comuna tinha 2 203 habitantes (densidade: 73,5 hab./km²).